# Станіслав (Осташко) з Давидова
Осташко (Станіслав) Григóрович з Давидова гербу Прус (? — між 4 липня 1442 та 6 лютого 1443) — галицький боярин, шляхтич, військовик та урядник Королівства Ягеллонів. Один зі родоначальників пізнішого роду Давидовських. У документах до 1420 року фігурує як «Осташко» (лат. Ostapho), пізніше — Станіслав. Адам Бонецький не вказував, що Осташко та Станіслав — одна особа.

## Життєпис
Син шляхтича Григорія Тимшиця, який отримав «за заслуги» від короля Казімєжа ІІІ значні земельні маєтності в Галичині. Перше — 1352 (видавці привілею помилково вказали 1362) року — села Горпин, Вирів, Нагірці, Монастир у Львівській землі. Друге — 20 березня 1355 року — Давидів під Львовом. Фрагмент цього документу з помилковою назвою «Sandouo» замість «Daudouo» опублікував Генрик Пашкевіч у праці «Політика руська Казімєжа Великого» (Варшава, 1925), аналізуючи його, видавець визнав підробкою. Давидів точно належав Ґ. Тимшичу, якого 1381, посмертно 1386 року названо «Давидовським».
По смерті батька перейшов під опіку Ходка Лоєвича з Вижнян гербу Корчак — одного з найбільш впливових шляхтичів-автохтонів. Перед 1386 роком Х. Лоєвич від імені дітей Г. Тимшиця продав дім у Львові жидові Якубу (власник сусідньої оренди).
8 березня 1411 року в Парчеві як «strenuus» отримав запис від короля Ягайла в 100 гривень на королівщинах, певне, за участь у битві під Ґрюнвальдом. З 1412 року регулярно фігурує в документах львівських старост як свідок. У 1413 році продав львівським домініканцям за 20 кіп грошів будинок у місті. 1415 року отримав привілей короля щодо переведення Давидова на німецьке право. 1419 року за дорученням короля брав участь у розмежуванні Кутищ і Поляничів у Львівській землі. 22 січня 1422 (чи 23) року як самбірський староста (не був вже у 1423 році) видав у місті документ щодо розмежування села Стрілковичів від володінь православної єпархії. 1427 року брав участь у з'їзді шляхти з королем у Галичі, 28 червня поставив свою печатку на акті від імені шляхти Львівської землі. 1431 року: брав участь у виправі під Луцьк; перед 27 жовтня люди великого князя Свидригайла Ольгердовича із Олеського замку напали на один з його дворів, спалили його разом з челяддю, пограбували також маєток в Макосіях поблизу Теребовлі. Підписав 11 жовтня 1438 у Львові разом з представниками шляхти Королівства Русі, передав управління доходами скарбниці Руського воєводства Пйотру Одровонжу зі Спрови та перемиському підкоморію Сеньку з Сеннова з гарантіями покриття збитків, якщо б їх вказав король. Підписав Берестейський мир?.
Посади (уряди): суддя львівський, суддя земський львівський, самбірський староста.
1439 року:
- фундував парафіяльний костел святого Станіслава у Давидові,
- на підставі проведеного раніше поділу спадку врегулював зобов'язання синів; Миколай отримав горпинські маєтності, Йошко — Журавники і Новосільці, Ян — Давидів, Черепин, Шанів з правом «доживоття» для батьків, обов'язком надати посаг сестрам, Станіслав — решту.

30 червня 1442 року записав львівським домініканцям три копи грошів на Давидові для 3-разових мес щотижня в каплиці Всіх Святих за душу свою та предків. Помер між 4 липня 1442 та 6 лютого 1443 року.

### Сім'я
Перша дружина — Ганка Лоєвич, дочка Ходка (?—до 1421). Шлюб — між 1396—1406. Друга — Ядвіґа (†після 1447, коли Ян Тарновський підтвердив запис її посагу на Давидові від чоловіка розміром 120 гривень). Двоє з синів 1433 року були повнолітніми. Діти:
- Миколай,
- Йошко,
- Станіслав,
- Ян,
- Зофія — дружина Сцібора з Вишні, майбутнього львівського земського судді; весілля відбулось за життя батька; брати 1444 року сплатили їй з материнських маєтностей
- Анна — дружина галицького мечника Яна Спічника з Бовшева (найпізніше — з 1448).